# Michael Riley
Michael Riley (nacido el 4 de febrero de 1962) es un actor canadiense.

## Vida y carrera
Michael Riley nació en Londres, Ontario, y vivió allí durante la mayor parte de su infancia. Cuando estuvo en la escuela Lord Elgin High School, él empezó a interesarse por la carrera de actor. Más tarde él se graduó por ello en la Escuela de Teatro Nacional en Montreal, Canadá en 1984. La primera aparición en pantalla de Riley era en la película Tierra de nadie (1987). Finalmente su primera aparición notable en pantalla fue en la miniserie Persiguiendo Arcos Iris (1988).
De 1998 a 2000 él retrató a Brett Parker en Juego de Poder. Ha actuado en aproximadamente 40 películas y series televisiva, incluyendo Este Es Wonderland (2004-2006), por el que recibió un Premio Gemini, y la  coproducción nominada al Emmy, Supervolcán (2005) de la BBC. También retrata un carácter principal en la serie de la CBC Ser Erica (2009-2011). También ha actuado como voz en el carácter de título animado de Relámpago de As (2002-2004). En total Michael Riley ganó 5 premios y 12 nominaciones.
También actuó como actor teatral y como tal, Riley recibió una nominación al Premio Moore por Dora Mavor por su actuación como Arkady en Nada es sagrado en 1988.

## Filmografía

### Películas
- Tierra de nadie (1987) - Horton
- La Capital Privada (1989)
- Inmunidad diplomática (1991) - Les Oberfell
- Perfectamente Normal (1991) - Renzo Parachi
- Para Coger un Asesino (1992) -  Lugarteniente Joseph 'Joe/Polock' Kozenczak
- Porque Por qué (1993) - Alex
- Lifeline A Victoria (1993) - Paul Devereaux
- Baño de mostaza (1993) - Matthew Tilo
- El Haciendo de '...Y el dios Habló (1993) - Clive Walton
- Carrera a Libertad: El Ferrocarril Subterráneo (1994) - Jefe
- Butterbox Criaturas (1995) - Russell Cameron
- Beso francés (1995) - M. Campbell
- Strauss: El Rey de 3/4 Tiempo (1995) -  Johann Strauss Jr.
- La Posesión de Michael D. (1995) - Dr. Nick Galler
- Heck  Casa de Manera (1996) - Rick Neufeld
- La Gracia de Dios (1996) - Chip
- El Príncipe (1996) - Roy Timmons
- Voz de la Tumba (1996) - Adam Schuster
- Amistad (1997) - Oficial británico
- Cada 9 Segundos (1997) - Ray
- Santos pálidos (1997) - Dody
- Corazón del Sol (1998) - Padre Ed
- Hielo (1998) - Greg
- Dogmático (1999) - Dennis Winslow
- Gana, Otra vez! (1999) -
- Milla Cero (2001) - Derek
- 100 Días en la Jungla (2002) - Rod Dunbar
- Cisne negro (2002) - Carl
- Perforadora (2002) - Sam
- El Interrogatorio de Michael Crowe (2002) - Stephen Crowe
- El príncipe de América: El John F. Kennedy Jr. Historia (2003) - Douglas Conte
- Homeless A Harvard: El Liz Murray Historia (2003) - Peter
- Cubo Cero (2004) - Jax
- Su Cónyuge Perfecto (2004) - Ty Kellington
- Ahorro Emily (2004) - Kurt
- Azúcar (2004) - El Hombre
- Supervolcán (2005) - Richard 'Rick' Lieberman
- Normal (2007) - Carl
- Carrera a Marte (2007, miniseries de dos partes) (2007) - Capitán Richard Erwin
- Qué  eres A punto Para (2007) - Dr. Edgar O. Laird
- El Décimo Círculo (2008) - Mike Bartholomy
- Señor Nadie (2009) - Harry

### Televisión
- El Edison Gemelos (1985) - Winston / Gregory (2 episodios)
- Persiguiendo Arcos Iris (1988) - Christopher Blaine
- La calle Legal (1993) - Adam Ruskin (2 episodios)
- Rumbo al Sur (1995) - Walter Chispas (1 episodio)
- Juego de poder (1998–2000) - Brett Parker (26 episodios)
- Los Límites Exteriores (1999–2000) - Gerard / Jon Tarkman (2 episodios)
- La manera que vivimos ahora (2001) - Hamilton K. Fisker (3 episodios)
- CSI: Investigación de Escena del delito (2003) la caja de Señora Heather (1 episodio)
- Esto Es Wonderland (2004–2006) - Elliot Sacos (39 episodios)
- Flashpoint (2009) - Pat Cosgrove (1 episodio)
- Ser Erica (2009–2011) - Dr. Tom (Función Principal)
- Willed Para Matar (2012 Película de televisión) - Dr. Aaron Kade